# 小那覇舞天
小那覇 舞天（おなは ぶーてん、1897年 - 1969年1月25日）は沖縄県出身の演劇人、歯科医師である。本名・小那覇全孝。
国頭郡今帰仁間切（現在の今帰仁村）生まれ。旧制沖縄県立第二中学校（現・沖縄県立那覇高等学校）から旧制日本歯科医学専門学校（現・日本歯科大学）を経て嘉手納で歯科医院を開業するかたわら、沖縄の伝統芸能の保存、普及に努め、また大衆演劇人として弟子の照屋林助とともに、占領下の焦土と化した沖縄で大きな人気を博し、沖縄のチャップリンと呼ばれた。

## CD
- 『沖縄漫談 ブーテン 笑いの世界 VOL.1』(B/C RECORDS)　BCD-7XY
- 『沖縄漫談 ブーテン 笑いの世界 VOL.2』(B/C RECORDS)　BCD-9XY